# 新東陽
新東陽股份有限公司（HSIN TUNG YANG Co., LTD.），是一家以製造肉鬆、燒臘食品起家的企業，由麥幸夫創立於1967年。
新東陽首家門市為設立於臺北市城中市場的東陽燒臘行（現新東陽武昌門市）。目前主要販售多項肉類製品以及休閒食品，銷售通路包含直營門市、百貨專櫃、轉運站門市、國際貿易及線上購物等。
新東陽目前提供桃園國際機場、臺北松山機場、高雄國際航空站的商場營運服務，此外還經營「關西、西湖、南投、西螺」五個國道服務區，目前是全臺營業額最大的國道服務區廠商。

## 歷史
1967年（民國五十六年），麥幸夫在臺北市武昌街接手「東陽燒臘行」（後改為新東陽武昌門市），以「現場手炒肉鬆」與「吮指回味燒臘」為人所知。
隨著生意日漸興隆，麥幸夫開始拓展營業據點，並陸續開發豬肉乾、牛肉乾、香腸、肉類罐頭等商品；此後，該企業逐漸確立其專營肉品加工、食品批發及零售的營運方向。
1979年，進駐中正國際機場（今桃園國際機場），是管制區外的第一家商店。
1988年，新東陽在工廠中設置自荷蘭引入的廢水處理設備，以落實環保理念。此外，新東陽也設置實驗室以研發各種配方。
1992年進駐國道服務區，目前為營業額最大的國道服務區經營廠商。1998年進駐高雄國際機場。2017年進駐臺北松山機場。
2018年，關西服務區營運權完成決標，現在經營業者新東陽擊敗宿敵南仁湖集團、統一超商以及首次參與服務區經營權爭奪戰的京站時尚廣場，繼續保有六年的營運權。
新東陽目前為營業額最大的國道服務區經營廠商。

## 大園工廠
1988年，新東陽大園工廠落成。建廠時採用FDA與FGMP標準，引進荷蘭汙水處理設備，落實環保理念。同時採用歐、美、日的自動化設備並與丹麥技術合作，並引進德國肉品加工技術，打造的作業流程規範及製程品管。
1994年，通過CAS優良食品工廠認證。1996年，為第一家食品業者取得ISO9001認證。2002年，通過美國HACCP制度認證。2008年，為全臺第一間同時實施產品履歷及流通履歷的食品業者。2016年，全產品獲得ISO 22000、FSSC22000認證。2017年，獲得綠建築認證、ISO14064-1認證，2018年成為台灣首家通過綠色工廠標章的食品廠。

## 旗下品牌
- 新東陽：

肉品加工（如肉乾、香腸、肉鬆等）、食品批發及零售、臺灣地區 門市經營。
- 機場商場經營：

桃園國際機場、臺北松山機場、高雄國際航空站。
- 國道服務區 經營：

關西、西湖、南投、西螺。
- 麥記滷味 · 燒臘：

滷味、燒臘、麥記燒臘慶城店。
- 熊厚呷：

鹹酥雞。
- 臻好食客棧：

客家美食。
- 關西便當：

客家便當。
- 唐點子：

糕餅類（如綠豆糕、鳳梨酥、蛋捲等）。
- 其他分支事業

## 通路
- 直營門市
- 百貨專櫃
- 機場商場
- 國道服務區
- 客運站/轉運站

## 榮譽及獎項
- 中華民國經濟部國際貿易局「台灣百大品牌」。
- 首家經濟部工業局認證綠色工廠的食品業者。
- 五次獲財政部金擘獎特優，為目前獲得最多次金擘獎的民間經營團隊。
- 2010年獲德國「iF產品設計大獎」
- 2011年：榮獲經濟部國貿局頒贈「台灣百大品牌」。
- 2014年：第五度榮獲金擘獎特優，為全台得獎最多次的民間經營團隊。
- 桃園國際機場臻好食餐廳獲得三星級溯源餐廳認證。
- 財政部國稅局108年度統一發票績優營業人。
- 2018年：獲得綠色工廠認證，是臺灣第一間獲得認證的食品業者。
- 2020年：獲得國際AREA亞洲企業社會責任獎—綠色領導獎。
- 2020年：首次參加TCSA台灣企業永續獎，獲得企業永續報告獎—白金獎。
- 2021年：第三屆國際企業環保獎銀獎。
- 2021年:經濟部能源局節能標竿銀獎。

## 外部連結
- 新東陽 HSIN TUNG YANG 官方網站 （页面存档备份，存于）
- 新東陽行動購 （页面存档备份，存于）
- 新東陽通路資訊 （页面存档备份，存于）
- 新東陽國道服務區 （页面存档备份，存于）
- 台灣公司資料 （页面存档备份，存于）
- 新東陽  LINE 官方帳號 （页面存档备份，存于）
- 新東陽APP(Android版) （页面存档备份，存于）
- 新東陽APP(ios版) （页面存档备份，存于）
- 新東陽的Facebook專頁粉絲團
- 新東陽的Instagram帳戶
- YouTube上的新東陽HSIN TUNG YANG頻道 （页面存档备份，存于）